# Geisdorf

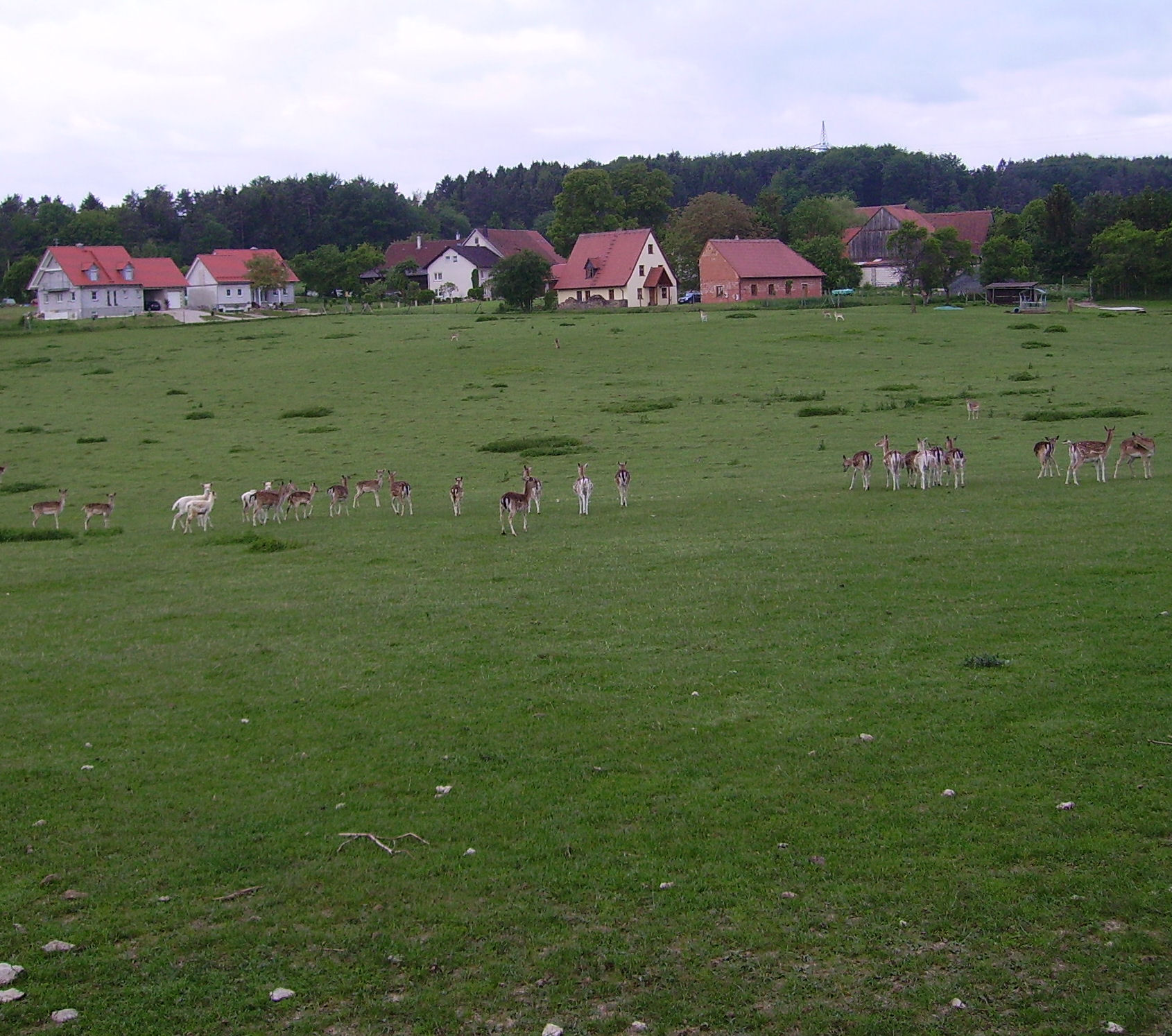
Damwild-Gehege bei Geisdorf

Geisdorf (bambergisch: Gaasdorf)  ist ein Gemeindeteil des Marktes Heiligenstadt i.OFr. im oberfränkischen Landkreis Bamberg in Bayern. Der Ort hat 30 Einwohner in 8 Anwesen.

## Lage
Der Weiler in der Fränkischen Schweiz steht auf einer Terrasse des Fränkischen Jura auf 491 m ü. NHN. In Luftlinie ist der Gemeindesitz Heiligenstadt etwa 61⁄2 km südöstlich, der Kreissitz Bamberg etwa 13 km westlich entfernt. Der Ort ist durch Wege mit den Gemeindeteilen Oberleinleiter im Südosten, Herzogenreuth im Westen sowie Laibarös in der Nachbargemeinde Königsfeld im Nordosten verbunden.

## Geschichte
Die erste urkundliche Erwähnung des Ortes stammt aus dem Jahr 1307, als Bischof Wulfing von Bamberg für den Küster Konrad der Bamberger Pfarrei St. Gangolf eine Vikarie stiftete. Diese bestand aus dem Zehnt von vier Gütern in „Gauchsdorf“, wie der Ort damals genannt wurde.

### Name
Noch im Jahr 1692 verwendeten die Kastner der Pflege Giech die überlieferte Bezeichnung „Gauchsdorf“. In den Jahren 1640/41 schrieb man in einem Zinsregister der Kirche von Herzogenreuth schon „Gayßdorff“. Im Volksmund lautet die Bezeichnung „Gaasdorf“.

### Mittelalter
Weil Geisdorf immer Bestandteil der Gemeinde Herzogenreuth war, wird vermutet, dass der Ort von dort als Aussiedlung gegründet wurde, wahrscheinlich schon um das Jahr 1200. Geisdorf hat keine eigene Gemarkung. Die Gemeinde Herzogenreuth wurde am 1. Mai 1978 im Zuge der Gebietsreform in Bayern in den Markt Heiligenstadt eingegliedert.

### Neuzeit

#### Topographische Beschreibung (1752)
In Biedermanns Topographischer Beschreibung aus dem Jahr 1752 wird Geisdorf folgendermaßen geschildert:

„Gaißdorf, ein Ort mit zwei Haushaltungen unter dem Amt Scheßlitz zwischen Tiefenbelz und Leiberöß, gehören ins Amt und pfarren zur katholischen Kirche nach Tiefenbelz.“

#### Kastner der Pflege Giech (1728)
Der Kastner der Pflege Giech, schilderte Geisdorf in seinem Bericht im Jahr 1728 folgendermaßen:

„Geisdorf liegt ¼ Stunde von Herzogenreuth, ist mit aller Jurisdiction, gleich Herzogenreuth, dem Hochstift zugetan und pfarrt auf Tiefenpölz. Die Gemein ist der Herzogenreuther Gemein incorporiert. Gedachtes Dorf ist über Mannsgedenken öd gelegen, vor 12 Jahren aber .. wiederum aufgebauet und von vier . Untertanen bewohnt, Der Zehnt dieses Dorfs und Flurmarkung, welcher zu gemeinen Jahren 30 bis 40 Sümmer Getreid erträgt, gehört dem Stift St. Gangolf nach Bamberg. Die Gemein hat nichts, weder zu Dorf noch zu Feld.“

### Chronologie
- 1307 erste urkundliche Erwähnung
- 1978 Eingemeindung nach Heiligenstadt